# Верхний Томлай
Ве́рхний Томла́й (чув. Тури Тăмлай) — деревня в Ярабайкасинском сельском поселении Моргаушского района, Чувашия. Ранее входил в Козьмодемьянский уезд (до 1920), в Чебоксарский район (до 1927); в Татаркасинский район (до 1927), в Ишлейский район (с 1935), в Сундырский район (с 1959), в Чебоксарский район (с 1962), в Моргаушский район (с 11 марта 1964); в Сыбайкасинский сельский совет (с 1927), в Анат-Кинярский сельский совет (с 1954), Акрамовский сельский совет (с 6 июня 1960).
Расстояние до центра республики Чебоксары — 40 километров, до райцентра — 25 километров.
Улицы деревни — Бычкова, Зелёная, Южная и Колхозная.

## Этимология ойконима
1. От чувашского имени Томлей (Томила, Томы-ла).
2. Уроженец деревни Валерий Дашков пересказал легенду о возникновении деревни:
Как произошло название нашей деревни. По рассказам старожилов в нашей деревне в старину делали кирпичи из глины, но они не обжигались в печах, а сушились на солнце. Глину брали здесь же, на краю деревенского оврага. По-чувашски глина — «тăм», деревня по-чувашски-«ял», получается название «Тăмлă ял», укороченное при произношении «Тăмлай». «Верхний» потому, что из трёх деревень названных «Томлай», мы расположились выше остальных. Нашу глину использовали жители и других близлежащих деревень при кладке печей.